# Hunminjeongeum
Das Hunminjeongeum (deutsch: Die richtigen Laute zur Unterweisung des Volkes) ist der Text, mit dem König Sejong, der vierte Herrscher der koreanischen Joseon-Dynastie (1392–1910), das koreanische Alphabet einführte. Die Schaffung der Schrift wird auf 1443 und die Veröffentlichung des Hunminjeongeum auf 1446 datiert. Im Hunminjeongeum schreibt Sejong, die chinesische Schriftsprache sei schwer zu erlernen und ihre Zeichen für die Wiedergabe der Landessprache in Korea ungeeignet, so dass das gemeine Volk nicht imstande sei, sich schriftlich auszudrücken. Dies bedauere er, und er habe deswegen 28 Zeichen neu geschaffen.
Inwieweit er tatsächlich selbst an der Schaffung der Schrift beteiligt war oder mit eher mäßigem eigenen Beitrag bloß als Schirmherr fungierte, ist genauso umstritten wie die Frage, ob und welche anderen Schriften als Anregung oder Vorbild dienten.
Der 9. Oktober ist als Tag der Veröffentlichung des Hunminjeongeum in Südkorea als Hangeul-Tag gesetzlicher Feiertag. In Nordkorea begeht man den entsprechenden Feiertag am 15. Januar. Am 20. Dezember 1962 wurde das Hunminjeongeum in Südkorea zum Nationalschatz Nummer 70 erklärt und im Jahr 1997 wurde es auf Antrag Koreas von der UNESCO in die Liste des Weltdokumentenerbes aufgenommen.
Im Hunminjeongeum werden die neu entwickelten Zeichen der koreanischen Schrift vorgestellt und erläutert. Das Buch besteht aus zwei Teilen, umfasst 33 Seiten und ist in chinesischer Schriftsprache abgefasst.
Der erste Teil, verfasst von König Sejong, besteht aus einem Vorwort, in dem er die Gründe für die Entwicklung des Alphabets darlegt, gefolgt vom Hauptteil, in dem jeder der 28 Buchstaben des neuen Alphabets erklärt wird.
Der zweite Teil, der von acht Gelehrten geschrieben ist, enthält sechs Kapitel:
1. In der „Erklärung der Form der Buchstaben“ werden die phonetischen und philosophischen Prinzipien erläutert, auf deren Basis die Buchstaben entstanden sind.
2. Die „Erklärung der Silbenanlaute“ stellt die 17 Konsonanten vor, die am Silbenanfang auftreten.
3. In der „Erklärung der Silbennuklei“ werden die 11 Vokale beschrieben, die den Silbenkern bilden können.
4. Die „Erklärung der Silbenauslaute“ präsentiert die Konsonanten, die am Silbenende erscheinen.
5. Die „Erklärung der Buchstabenkombinationen“ demonstriert, wie Silbenanlaute, Silbenkerne und Silbenauslaute zu Silben zusammengefügt werden.
6. Die „Beispiele für die Verwendung der Buchstaben“ zeigt die Schreibung ganzer Wörter mit der neuen Schrift.

Am Schluss steht ein Nachwort des Gelehrten Jeong In-ji (Chŏng Inji).

## Jeong In-jis Vorwort im Hunminjeongeum haerye
Im Auftrag von König Sejong schrieb Jeong In-ji ein Vorwort im Hunminjeongeum haerye, in dem die neue Schrift vorgestellt wird. Hier ein Auszug aus dem Vorwort von Jeong In-ji:
„Die Variationsmöglichkeiten der 28 Buchstaben sind unendlich. Sie sind einfach, aber nützlich. Sie sind verfeinert, aber überall verständlich. Deshalb versteht sie ein kluger Mensch, bevor ein Morgen zu Ende ist. Ein dummer Mensch kann sie in zehn Tagen lernen. Wenn man damit Schriften überträgt, kann man ihren Sinn verstehen, und wenn man damit eine Prozessangelegenheit zur Kenntnis nimmt, kann man das Anliegen verstehen. Die Laute können nach Klarheit und Dumpfheit unterschieden werden. Bei Liedern ist der Rhythmus ausgeglichener. Sie besitzen alles, was gebraucht wird, und man kann damit alles erreichen. Sogar das Wehen des Windes, Kranichgeschrei, Krähen des Hahnes und Hundegebell können alle schriftlich wiedergegeben werden.“

## Originaltext
In der Einleitung, die König Sejong in klassischem Chinesisch schrieb, heißt es:
| Original                                             | Übersetzung |
| ---------------------------------------------------- | --- |
| 國之語音、異乎中國、與文字不相流通、                 | Die Sprache unseres Landes ist anders als Chinas, und mittels (chinesischer) Schriftzeichen nicht einander übersetzbar.                                       |
| 故愚民、有所欲言、而終不得伸其情者多矣。             | Daher ist es so, dass es viele Menschen im ungebildeten Volk gibt, die etwas zu sagen wünschen, ihre Absicht letztlich aber nicht ausdrücken können.          |
| 予為此憫然、新制二十八字、欲使人人易習、便於日用耳。 | Ich bin darüber betrübt und habe 28 neue Schriftzeichen geschaffen und hoffe, dass sie für jedermann leicht zu erlernen und bequem im Alltag anzuwenden sind. |
| ㄱ、牙音、如君字初發聲。                             | ㄱ. Backenzahnlaut. Wie der Anfangslaut des Schriftzeichens 君.                                                                                               |
| 並書、如虯字初發聲。                                 | Bei Doppelschreibung wie der Anfangslaut des Schriftzeichens 虯.                                                                                              |
| ㅋ、牙音、如快字初發聲。                             | ㅋ. Backenzahnlaut. Wie der Anfangslaut des Schriftzeichens 快.                                                                                               |
| ㆁ、牙音、如業字初發聲。                             | ㆁ. Backenzahnlaut. Wie der Anfangslaut des Schriftzeichens 業.                                                                                               |
| ㄷ、舌音、如斗字初發聲。                             | ㄷ. Zungenlaut. Wie der Anfangslaut des Schriftzeichens 斗.                                                                                                   |
| 並書、如覃字初發聲。                                 | Bei Doppelschreibung wie der Anfangslaut des Schriftzeichens 覃.                                                                                              |
| ㅌ、舌音、如呑字初發聲。                             | ㅌ. Zungenlaut. Wie der Anfangslaut des Schriftzeichens 呑.                                                                                                   |